# 三谷たくみ
三谷 たくみ（みたに たくみ、1986年（昭和61年）5月8日 - ）は、日本の女性歌手。本名：三谷 卓美（読みは同様）。
神奈川県鎌倉市出身。身長164cm。血液型はO型。NHKの番組『おかあさんといっしょ』にて、20代目うたのおねえさんを務めた。うたのおねえさんを卒業した2016年5月以降は、芸能活動を無期限で休止している。そのため事実上芸能活動引退である。
2019年11月にNHKホールで行われた『おかあさんといっしょ』のファミリーコンサート「ふしぎな汽車でいこう〜60周年記念コンサート〜」にてサプライズで直筆のメッセージを送り、自身が子供を出産して母親となり、子供らと毎日「おかあさんといっしょ」を見て応援していることを明かした。

## 人物・来歴
1986年5月8日、11歳上の兄と7歳上の姉を持つ3人兄妹の末っ子として誕生。趣味は映画鑑賞、ピアノ。好きな食べ物はチョコレート、じゃが芋、アイスクリーム。嫌いな食べ物はトマト。好きな乗り物はバイク。3歳からピアノを習い、高校から声楽を始める。
高校卒業後に洗足学園音楽大学音楽学部声楽コースに入学。大学在学中の2007年秋に『おかあさんといっしょ』（NHK教育テレビ）のオーディションに合格し、2008年3月31日より第20代目うたのおねえさんを務める。
共演者は、以下の通り。
うたのおにいさんは、第11代目の横山だいすけ。
たいそうのおにいさんは、第11代目の小林よしひさ。
身体表現のおねえさんは、前半の4年間（2008年3月31日から2012年3月31日まで）は、第4代目のいとうまゆ、後半の4年間（2012年4月2日から2016年4月2日まで）は、第5代目の上原りさ。
うたのおねえさんに就任してから1年が経った2009年3月に、大学を卒業。
2016年2月に、同年3月をもってうたのおねえさんを卒業することが発表された。三谷は卒業会見の際に今後は芸能事務所などには所属せず、当面は芸能活動を休止することを明かした。但し同年5月のコンサート「しりとりじまでだいぼうけん」にはゲスト出演をしている。
同番組内で、うたのおにいさん・おねえさんのどちらか片方が単独で交代するのは、1987年（昭和62年）に、第15代目のうたのおねえさんの森みゆきから、第16代目のうたのおねえさんの神崎ゆう子に交代して以来、29年ぶりの実例となった。
2016年4月2日の「ファミリーコンサート・金沢」の放送をもって、うたのおねえさんを卒業した。在任期間は8年間で、第7代目のうたのおにいさんの坂田おさむと、『BSおかあさんといっしょ』のかまだみきの2人に並び、うたのおねえさんとしては歴代過去最長記録となっている。三谷の卒業により、昭和生まれのおねえさんは全員、『おかあさんといっしょ』を卒業したことになる。その後、同年5月にNHKホールで行われたファミリーコンサート「しりとりじまでだいぼうけん」へのゲスト出演を最後に芸能活動を無期限で休止している。そのため、事実上芸能活動引退である。
芸能活動休止後（2016年5月の「しりとりじまでだいぼうけん」出演後以降）は私生活を一切公表していなかったが、2019年11月にNHKホールで行われた『おかあさんといっしょ』のファミリーコンサート「ふしぎな汽車でいこう〜60周年記念コンサート〜」にてサプライズで直筆のメッセージを送り、自身が子供を出産し、「お母さん」となり、子供らと毎日「おかあさんといっしょ」を見て応援していることを明かした。

## ディスコグラフィー

### シングル
- 「ドンスカパンパンおうえんだん」2009年3月18日
- 「ゆきだるまのルー」2015年1月7日

### アルバム
- 「おかあさんといっしょ　最新ベスト　まんまるスマイル」2008年10月15日
- 「おかあさんといっしょ　スペシャル50セレクション」2009年7月15日
- 「おかあさんといっしょ　メモリアルアルバム ～北風小僧の寒太郎 / バナナのおやこ」2009年9月16日
- 「おかあさんといっしょ　最新ベスト　ぼくらのうた」2009年10月21日
- 「おかあさんといっしょ　最新ベスト　コロンパッ」2010年10月20日
- 「おかあさんといっしょ　最新ベスト　それがともだち」2011年10月19日
- 「おかあさんといっしょ　最新ベスト　パンパパ・パン」2012年10月17日
- 「おかあさんといっしょ　スペシャル60セレクション」2019年10月16日

### DVD
- 「NHKおかあさんといっしょ ファミリーコンサート ともだち はじめて はじめまして!」2008年8月6日
- 「NHKおかあさんといっしょ ファミリーコンサート おまつりコンサートをすりかえろ!」2009年2月4日
- 「おかあさんといっしょ 最新ソングブック あっちこっちマーチ」2009年4月15日
- 「NHKおかあさんといっしょ ファミリーコンサート モノランモノランこんにちは!」2009年8月5日
- 「NHKおかあさんといっしょ ファミリーコンサート 星空のメリーゴーラウンド〜50周年記念コンサート〜」2010年2月3日
- 「おかあさんといっしょ 最新ソングブック ありがとうの花」2010年4月21日
- 「NHKおかあさんといっしょ スペシャルステージ 青空ワンダーランド」2010年6月2日
- 「NHKおかあさんといっしょ ファミリーコンサート モノランモノランとくもの木」2010年8月4日
- 「NHKおかあさんといっしょ ファミリーコンサート 森の音楽レストラン」2011年2月2日
- 「おかあさんといっしょ 最新ソングブック ドコノコノキノコ」2011年4月20日
- 「NHKおかあさんといっしょ スペシャルステージ おいでよ!夢の遊園地」2011年5月18日
- 「NHKおかあさんといっしょ ファミリーコンサート ぽていじまへようこそ!!」2011年8月3日
- 「おかあさんといっしょ ウィンタースペシャル みんなでパーティー!」2011年11月2日
- 「NHKおかあさんといっしょ スペシャルステージ みんないっしょに!ファンファンスマイル」2012年11月21日
- その他、「おかあさんといっしょ」関連DVDに多数出演。

## おかあさんといっしょ コンサート
| 公演   | タイトル                                                                          | 出演者（一部を除く） |
| ------ | --------------------------------------------------------------------------------- | --- |
| 2008年 | ともだち はじめて はじめまして!                                                   | 横山だいすけ、三谷たくみ、小林よしひさ、いとうまゆ スプー、アネム、ズズ、ジャコビ、ガタラット 今井ゆうぞう、はいだしょうこ |
| 2008年 | おまつりコンサートをすりかえろ!                                                   | 横山だいすけ、三谷たくみ、小林よしひさ、いとうまゆ スプー、アネム、ズズ、ジャコビ、ガタラット ひなたおさむ、かまだみき、恵畑ゆう |
| 2009年 | モノランモノランこんにちは!                                                       | 横山だいすけ、三谷たくみ、小林よしひさ、いとうまゆ ライゴー、スイリン、プゥート |
| 2009年 | ETV50 キャラクター大集合 とどけ!みんなの元気パワー 〜輝け!こども番組元気だ!大賞〜 | 横山だいすけ、三谷たくみ、小林よしひさ、いとうまゆ ライゴー、スイリン、プゥート ワンワン、ことちゃん、エリック、ジェニー、ケボ、モッチ ワクワクさん、ゴロリ コニちゃん（東京公演のみ）、おおたか静流（大阪公演のみ）、 ゆい、つばさ、りか、りょうたろう ストレッチマン、あやめちゃん、まいん、どーもくん、大橋のぞみ （VTR出演）こんどん、みのぽー、てれび戦士、ジュモクさん （VTR出演）アキラ、アリア、スコア、フラット、シャープ （VTR出演）おじゃる丸、スイちゃん、コッシー、サボさん |
| 2009年 | 星空のメリーゴーラウンド 〜50周年記念コンサート〜                                 | 横山だいすけ、三谷たくみ、小林よしひさ、いとうまゆ ライゴー、スイリン、プゥート ひなたおさむ、かまだみき、恵畑ゆう スプー、アネム、ズズ、ジャコビ 眞理ヨシコ、田中星児 坂田おさむ、神崎ゆう子、速水けんたろう、茂森あゆみ 杉田あきひろ、今井ゆうぞう、はいだしょうこ 天野勝弘、佐藤弘道 じゃじゃまる、ぴっころ、ぽろり |
| 2010年 | 青空ワンダーランド                                                                | 横山だいすけ、三谷たくみ、小林よしひさ、いとうまゆ ライゴー、スイリン、プゥート ひなたおさむ、かまだみき、恵畑ゆう スプー、アネム、ズズ、ジャコビ |
| 2010年 | モノランモノランとくもの木                                                        | 横山だいすけ、三谷たくみ、小林よしひさ、いとうまゆ ライゴー、スイリン、プゥート |
| 2010年 | 森の音楽レストラン                                                                | 横山だいすけ、三谷たくみ、小林よしひさ、いとうまゆ ライゴー、スイリン、プゥート 速水けんたろう、かまだみき |
| 2011年 | おいでよ!夢の遊園地                                                               | 横山だいすけ、三谷たくみ、小林よしひさ、いとうまゆ ライゴー、スイリン、プゥート ワンワン （VTR出演）ゆうくん ひなたおさむ、かまだみき スプー、アネム、ズズ、ジャコビ |
| 2011年 | ぽていじまへようこそ!                                                             | 横山だいすけ、三谷たくみ、小林よしひさ、いとうまゆ ムテ吉、ミーニャ、メーコブ ララパ、ゾウガメのちょうろうさま アオアシカツオドリのゆうびんやさん |
| 2011年 | どうする!どうなる?ごちそうまつり                                                  | 横山だいすけ、三谷たくみ、小林よしひさ、いとうまゆ ムテ吉、ミーニャ、メーコブ |
| 2012年 | ぽていじま・わくわくマラソン!                                                     | 横山だいすけ、三谷たくみ、小林よしひさ、上原りさ ムテ吉、ミーニャ、メーコブ ララパ、ゾウガメのちょうろうさま アオアシカツオドリのゆうびんやさん マーモット3きょうだい |
| 2012年 | みんないっしょに!ファン ファン スマイル                                           | 横山だいすけ、三谷たくみ、小林よしひさ、上原りさ ムテ吉、ミーニャ、メーコブ ワンワン、パックン、リン、コロン 坂田おさむ、いとうまゆ、じゃじゃまる、ぴっころ、ぽろり |
| 2012年 | うたとダンスのくるくるしょうてんがい                                              | 横山だいすけ、三谷たくみ、小林よしひさ、上原りさ ムテ吉、ミーニャ、メーコブ |
| 2013年 | ふしぎ!ふしぎ!おもちゃのおいしゃさん                                              | 横山だいすけ、三谷たくみ、小林よしひさ、上原りさ ムテ吉、ミーニャ、メーコブ たいらいさお |
| 2013年 | みんないっしょに! 空までとどけ!みんなの想い!                                      | 横山だいすけ、三谷たくみ、小林よしひさ、上原りさ ムテ吉、ミーニャ、メーコブ ワンワン、ことちゃん、ゆうくん、コロ、バウ シュッシュ、ポッポ、なお （VTR出演）ララパ、うーたん、せいや、パンタン駅長 |
| 2013年 | いたずらたまごの大冒険!                                                           | 横山だいすけ、三谷たくみ、小林よしひさ、上原りさ ムテ吉、ミーニャ、メーコブ |
| 2014年 | もじもじやしきからの挑戦状                                                        | 横山だいすけ、三谷たくみ、小林よしひさ、上原りさ ムテ吉、ミーニャ、メーコブ |
| 2014年 | みんないっしょに! げんきいっぱい!ゴー!ゴー!ゴー!                                  | 横山だいすけ、三谷たくみ、小林よしひさ、上原りさ ムテ吉、ミーニャ、メーコブ ワンワン、シュッシュ、ポッポ、なお、せいや （VTR出演）パンタン駅長 |
| 2014年 | しゃぼんだまじょとないないランド                                                  | 横山だいすけ、三谷たくみ、小林よしひさ、上原りさ ムテ吉、ミーニャ、メーコブ |
| 2015年 | じゃがいも星人にあいたいな                                                        | 横山だいすけ、三谷たくみ、小林よしひさ、上原りさ ムテ吉、ミーニャ、メーコブ |
| 2015年 | みんないっしょに! 歌って遊んで 夢の大ぼうけん!                                    | 横山だいすけ、三谷たくみ、小林よしひさ、上原りさ ムテ吉、ミーニャ、メーコブ ワンワン、シュッシュ、ポッポ、なお、せいや |
| 2015年 | わくわく!ゆめのおしごとらんど                                                     | 横山だいすけ、三谷たくみ、小林よしひさ、上原りさ ムテ吉、ミーニャ、メーコブ |
| 2016年 | しりとりじまでだいぼうけん                                                        | 横山だいすけ、小野あつこ、小林よしひさ、上原りさ チョロミー、ムームー、ガラピコ 三谷たくみ |